# سابینن
سابینن (به انگلیسی: Sabinene) با فرمول شیمیایی C۱۰H۱۶ یک ترکیب شیمیایی با شناسه پاب‌کم ۱۸۸۱۸ است. که جرم مولی آن 136.23 g/mol می‌باشد. 